# Shape context

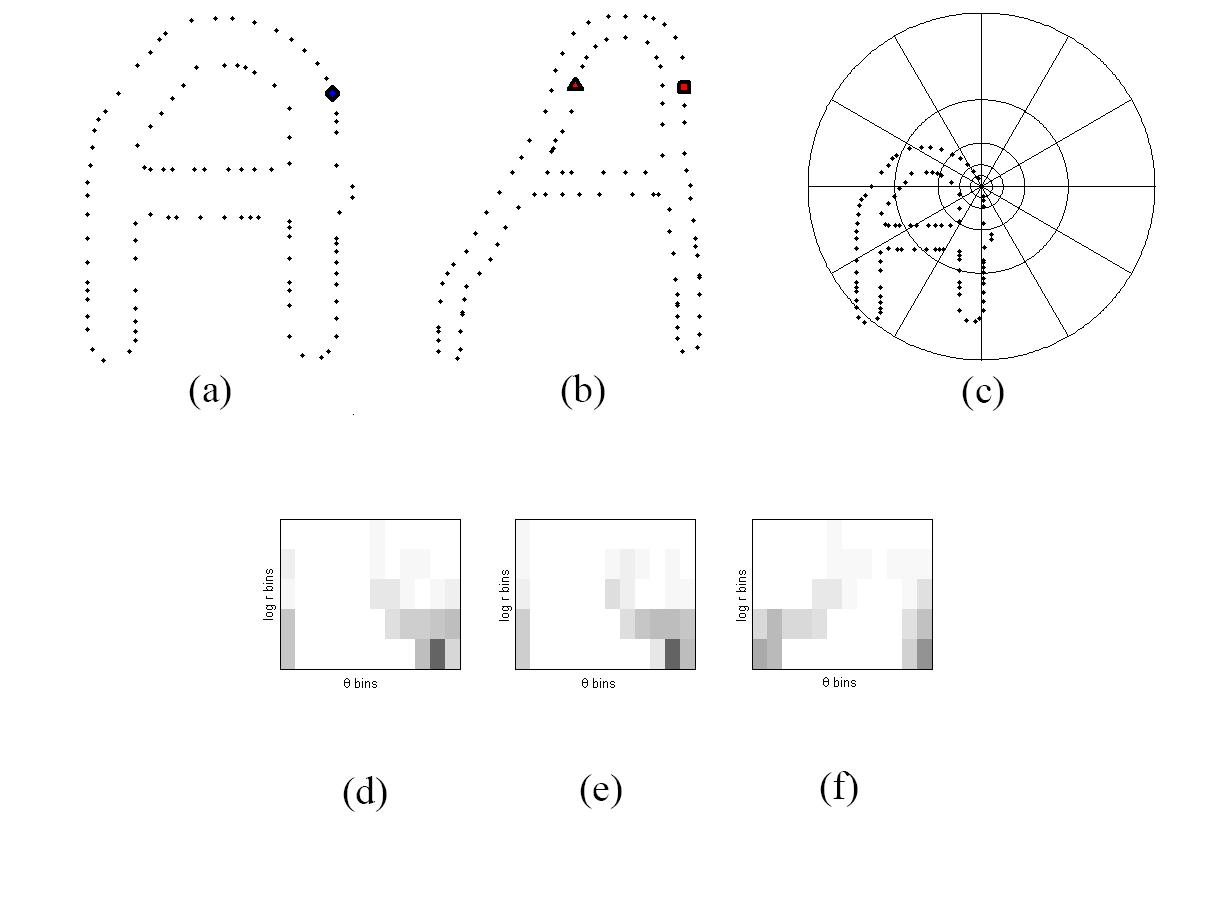
Construction d'un contexte de forme.

Shape context, que l'on peut traduire par contexte de forme, est un algorithme de détection de caractéristique et un descripteur, présenté par des chercheurs de l'université de Californie à Berkeley pour la première fois en 2000. Il est utilisé dans le domaine de vision par ordinateur, pour des tâches de détection d'objet ou de reconnaissance de caractères.
Le principe de l'algorithme est d'extraire d'une image les points en décrivant les contours, et d'obtenir pour chacun de ces points le contexte de forme en déterminant la distribution relative des points les plus proches au moyen d'un histogramme de distribution de coordonnées log-polaires.
L'algorithme a été testé sur la base de données MNIST, avec de bonnes performances.